# إنكريس سومنر
إنكريس سومنر (بالإنجليزية: Increase Sumner)‏ هو محامي وقاضي أمريكي، ولد في 27 نوفمبر 1746 في Roxbury, Boston ‏ في الولايات المتحدة، وتوفي في 7 يونيو 1799 في بوسطن في الولايات المتحدة.